# Gotra philippinensis
Gotra philippinensis är en stekelart som först beskrevs av William Harris Ashmead 1904.  Gotra philippinensis ingår i släktet Gotra och familjen brokparasitsteklar. Inga underarter finns listade i Catalogue of Life.